# Nicolas Desvaux
Nicolas Gilles Toussaint Desvaux est un général français né le 1er novembre 1810 à Paris et mort le 29 juin 1884 à Fontenay-aux-Roses. 

## Biographie
Sous-lieutenant à l'École de Cavalerie en février 1831, nommé sur la proposition de la commission des récompenses nationales au 4e Hussards le 1er octobre 1842. Lieutenant le 4 septembre 1837, capitaine-instructeur au 2e régiment de chasseurs d’Afrique le 11 juin 1840, puis au 3e régiment de chasseurs d'Afrique. Comme officier il participe à la Conquête de l'Algérie par la France. Chef d'escadrons au 1er régiment de chasseurs d’Afrique le 16 octobre 1845 avant de passer au 3e régiment de Spahis le 25 octobre de la même année.  Lieutenant-colonel au 5e Hussards le 5 juillet 1848, du 3e régiment de chasseurs d'Afrique le 12 septembre 1848, au 1er régiment de chasseurs d'Afrique le 8 août 1851. Colonel du 3e régiment de Spahis le 26 décembre 1851. Il est commandant de la subdivision de Batna de 1852 à 1859, puis commandant de la division de  Constantine jusqu'en 1869, ce qui lui donne des responsabilités d'administrateur colonial. 
Général de brigade le 17 mars 1855, de division le 12 mars 1859. Comme général de division de cavalerie du 1er Corps en 1859, il participe à la bataille de Magenta, la bataille de Solferino. 
Il participe à la Guerre franco-allemande de 1870, comme commandant la division de cavalerie de la Garde Impériale. Après le départ de Metz de Bourbaki, il se voit confier le commandement de la Garde. 
Prisonnier de guerre le 29 octobre 1870, libéré et rentré en France le 1er avril 1871, il refuse le poste de ministre de la guerre que lui propose le maréchal Mac Mahon. Il prend sa retraite le 17 septembre 1871.  
Décédé le 29 juin 1884 dans sa maison de Fontenay-aux-Roses. 